# Goodbye to Yesterday (Elina-Born-&-Stig-Rästa-Lied)

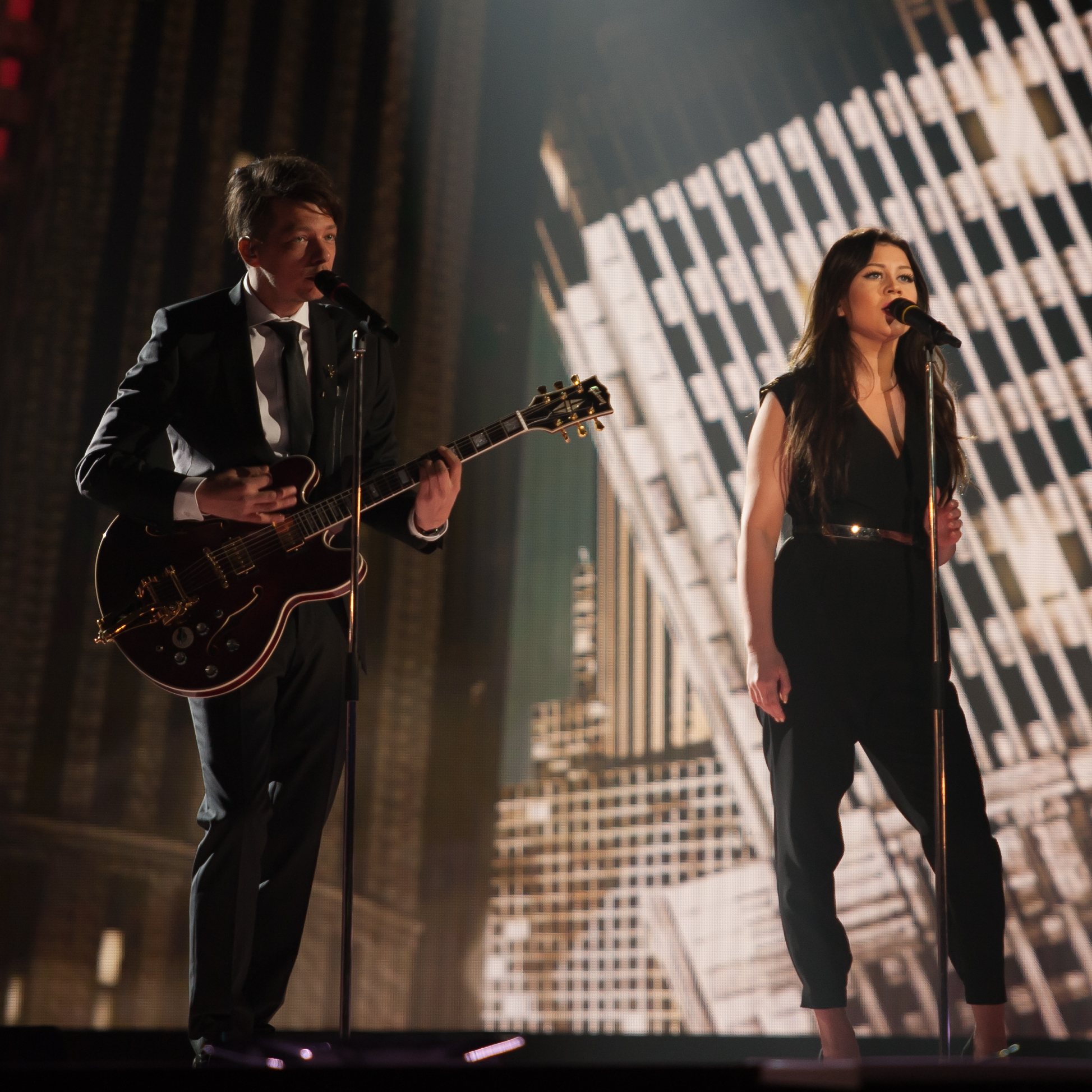
Elina Born & Stig Rästa singen Goodbye to Yesterday im Rahmen des ESC 2015

Goodbye to Yesterday ist ein Lied des estnischen Gesangsduos Elina Born & Stig Rästa. Für die Komposition und den Text ist Stig Rästa selbst verantwortlich.

## Hintergrund
Der Popsong konnte am 21. Februar 2015 den estnischen Vorentscheid zum Eurovision Song Contest, Eesti Laul, gewinnen. In der ersten Runde, bei der sowohl die Stimmen einer Jury sowie das Televoting gezählt haben, konnten sich Elina Born & Stig Rästa zusammen mit Daniel Levi (Burning Lights) und Elisa Kolk (Superlove) für das Superfinale qualifizieren. Dort setzten sich die beiden klar mit 79 % im nun allein entscheidenden Televoting durch und konnten Estland beim Eurovision Song Contest 2015 in Wien vertreten.
Das Duo belegte mit dem Lied im Finale Platz sieben.

## Chartplatzierungen
| ChartsChartplatzierungen | Höchstplatzierung | Wochen |
| ------------------------ | ----------------- | ------ |
| Deutschland (GfK)        | 71 (1 Wo.)        | 1      |
| Österreich (Ö3)          | 8 (18 Wo.)        | 18     |
| Schweiz (IFPI)           | 68 (1 Wo.)        | 1      |